# Lucas Tousart
Lucas Tousart, född 29 april 1997, är en fransk fotbollsspelare som spelar för Union  Berlin.

## Klubbkarriär
Tousart debuterade för Valenciennes i Ligue 2 den 24 januari 2015 i en 2–1-förlust mot Tours.
Den 31 augusti 2015 värvades Tousart av Lyon, där han skrev på ett femårskontrakt. I början fick Tousart spela med klubbens reservlag i CFA (franska fjärdedivisionen). Han spelade 15 matcher och gjorde ett mål under säsongen 2015/2016 för reservlaget. Tousart gjorde debut i Ligue 1 den 5 december 2015 i en 2–0-förlust mot Angers SCO. Det blev dock hans enda match i A-laget säsongen 2015/2016.
Säsongen 2016/2017 blev bättre för Tousart som spelade 22 matcher i Ligue 1 samt sju matcher i Europa League. Han spelade även i 3–0-vinsten över Dinamo Zagreb i Champions League. Den 5 maj 2017 förlängde Tousart sitt kontrakt med Lyon fram till 2022.
Den 27 januari 2020 värvades Tousart av tyska Hertha Berlin, men lånades direkt tillbaka till Lyon på ett låneavtal över resten av säsongen 2019/2020.

## Landslagskarriär
Tousart var lagkapten för Frankrikes U19-landslag när de vann U19-Europamästerskapet 2016. I finalen besegrades Italien med 4–0 och Tousart gjorde ett av målen.